# Opéra Garnier
Pariseroperaen, L'Opéra Garnier eller Palais Garnier er det ældste af Paris' to operahuse. 
Operahuset blev tegnet af den franske arkitekt Charles Garnier og opført 1857-1874 i en monumental nybarok stil. Det blev indviet den 15. januar 1875 og erstattede Théâtre de l'Académie Royale de Musique, der blev ødelagt ved en brand. Garnier fik kritik for den overdrevne ornamentik. I operahuset udspilles den klassiske variant af Fantomet i operaen.
I dag er al opera flyttet til Bastilleoperaen, mens den gamle opera anvendes til Pariseroperaens balletopsætninger.
Bygningen blev klassificeret som Monument historique i 1923. 

## Andet
Garnier tegnede også Casino de Monte Carlo i Monaco.
48°52′18.9″N 2°19′54.5″Ø / 48.871917°N 2.331806°Ø